# Astragalus fruticulosus
Astragalus fruticulosus es una especie de planta del género Astragalus, de la familia de las leguminosas, orden Fabales.

## Distribución
Astragalus fruticulosus se distribuye por Afganistán.

## Taxonomía
Fue descrita científicamente por Podlech. Fue publicada en Sendtnera 7: 184 (2001).